# 艋舺地藏庵
25°02′12″N 121°30′03″E / 25.036762°N 121.500823°E

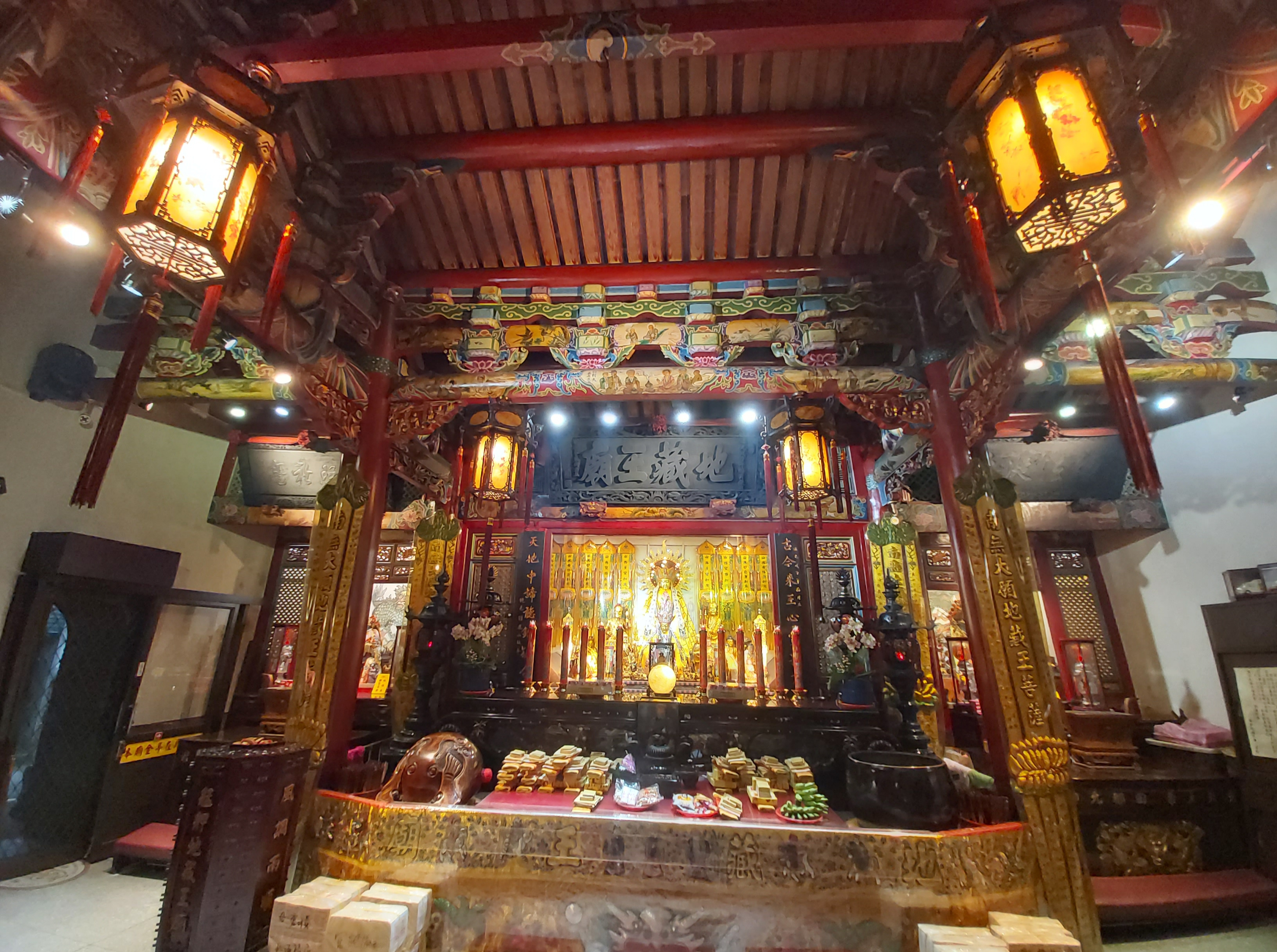
艋舺地藏王廟室內

艋舺地藏王廟，又稱艋舺地藏庵，是一間位於臺北艋舺的地藏庵，為艋舺龍山寺之從屬寺廟，其早期建物興建於清治乾隆二十五年（1760年）。

## 概要
該廟之建物屬單殿式傳統寺廟建築，目前廟貌並非當時所建；又因廟中存留一方刻有道光八年的「地藏王廟」古匾，因此學者認為此廟應重建於道光年間，今日樣貌多於1838年完成。原為民間自行管理，至日治時期皇民化運動期間規定僅有具地方信仰中心的廟宇才得以留存，於是地方決議將地藏庵管理權轉移予艋舺龍山寺，艋舺地藏庵從此成為艋舺龍山寺的從屬廟。廟身坐東朝西，為三開間單進翹脊屋頂的獨立廟宇，廟內大木結構採用二通三瓜，在大柁間橫有燈樑以便懸掛燈籠。廟前有寬闊檐廊，檐柱呈八角形截面，柱礎為圓形；立面開有三門，左右均以直櫺式門窗扇裝飾。
地藏庵主祀地藏王菩薩，同祀玄天上帝、原紫來宮之田都元帥、關聖帝君及原臺北府縣城隍廟之淡水縣城隍，左右山牆邊配祀謝將軍與范將軍。府城隍廟原位於臺北城內，毀於日治時期；紫來宮原位於西園路，現已不存。此外，在地藏庵左側約與廟成垂直的方位有「昭顯廟」一座，俗稱大眾廟，主祀大眾爺、配祀城隍爺，與地藏庵同樣創建於清乾隆年間，日治大正4年（1915年）成立艋舺地區民眾組織「宏濟堂」負責祭祀儀科儀，大正12年（1923年）3月改名「昭顯廟」，昭和6年（1931年）建築體改建，竣工後更名為「大眾廟」，形成今日所見的單開間雙落建築格局。

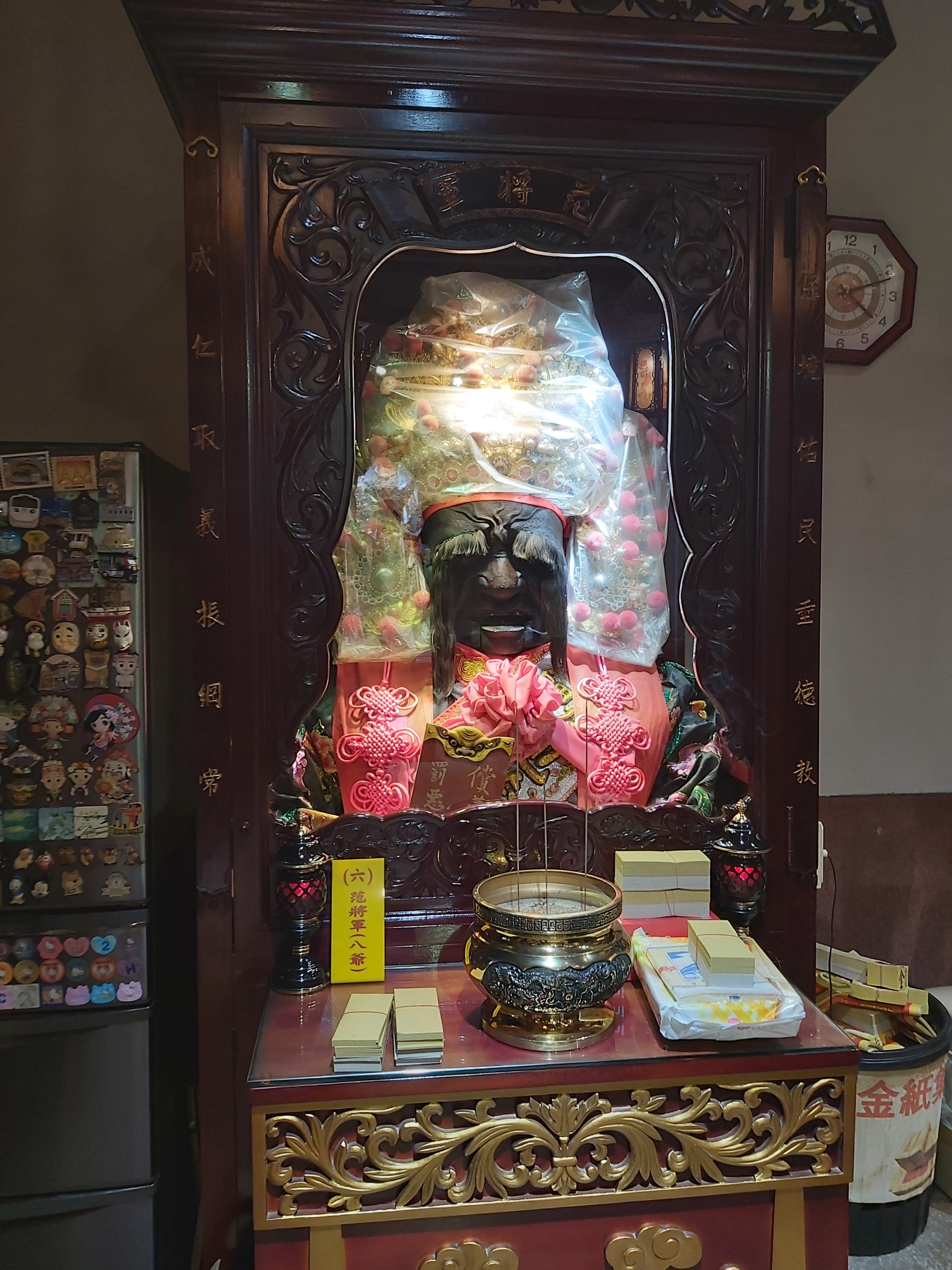
范將軍
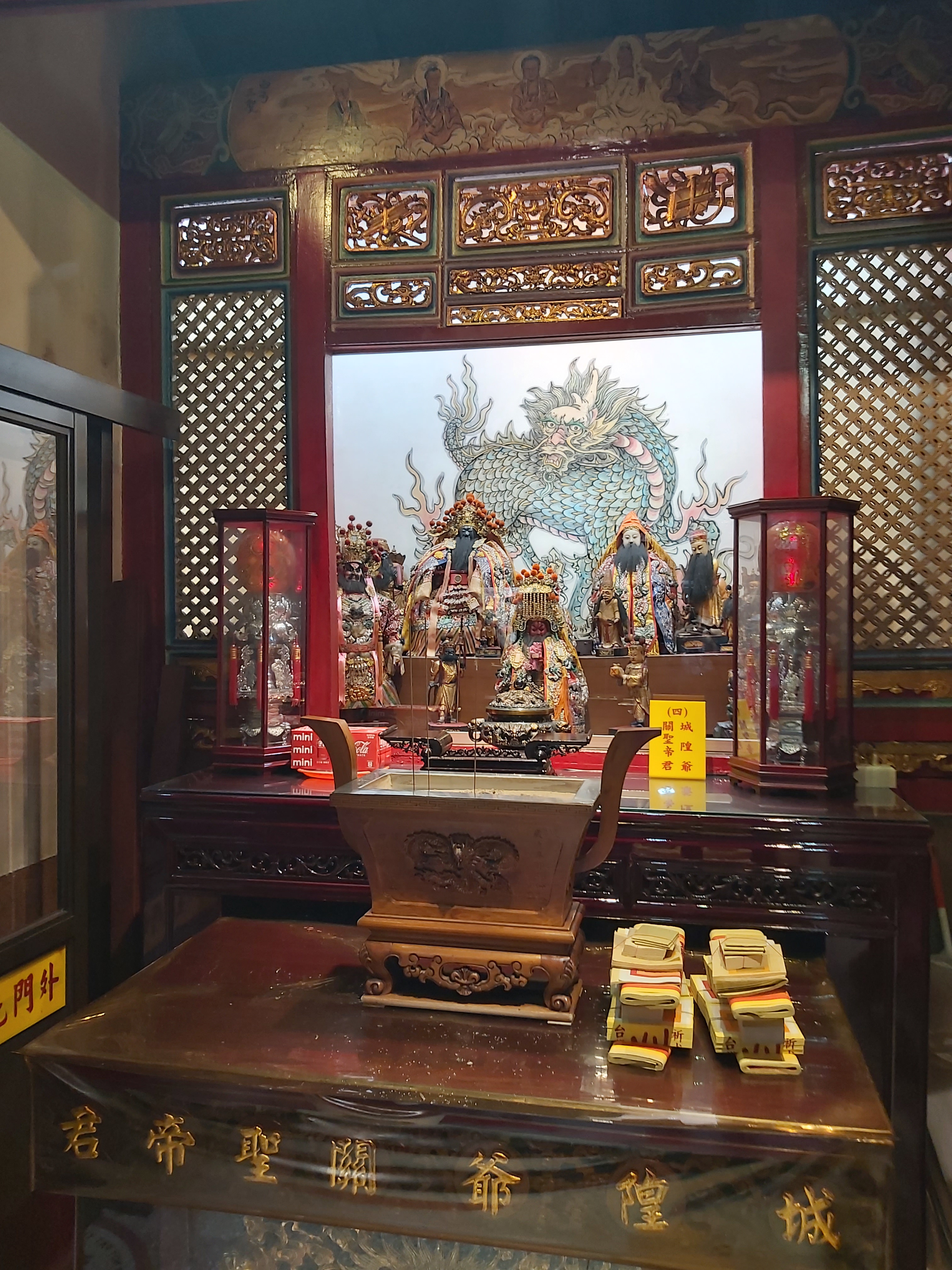
關聖帝君、城隍爺
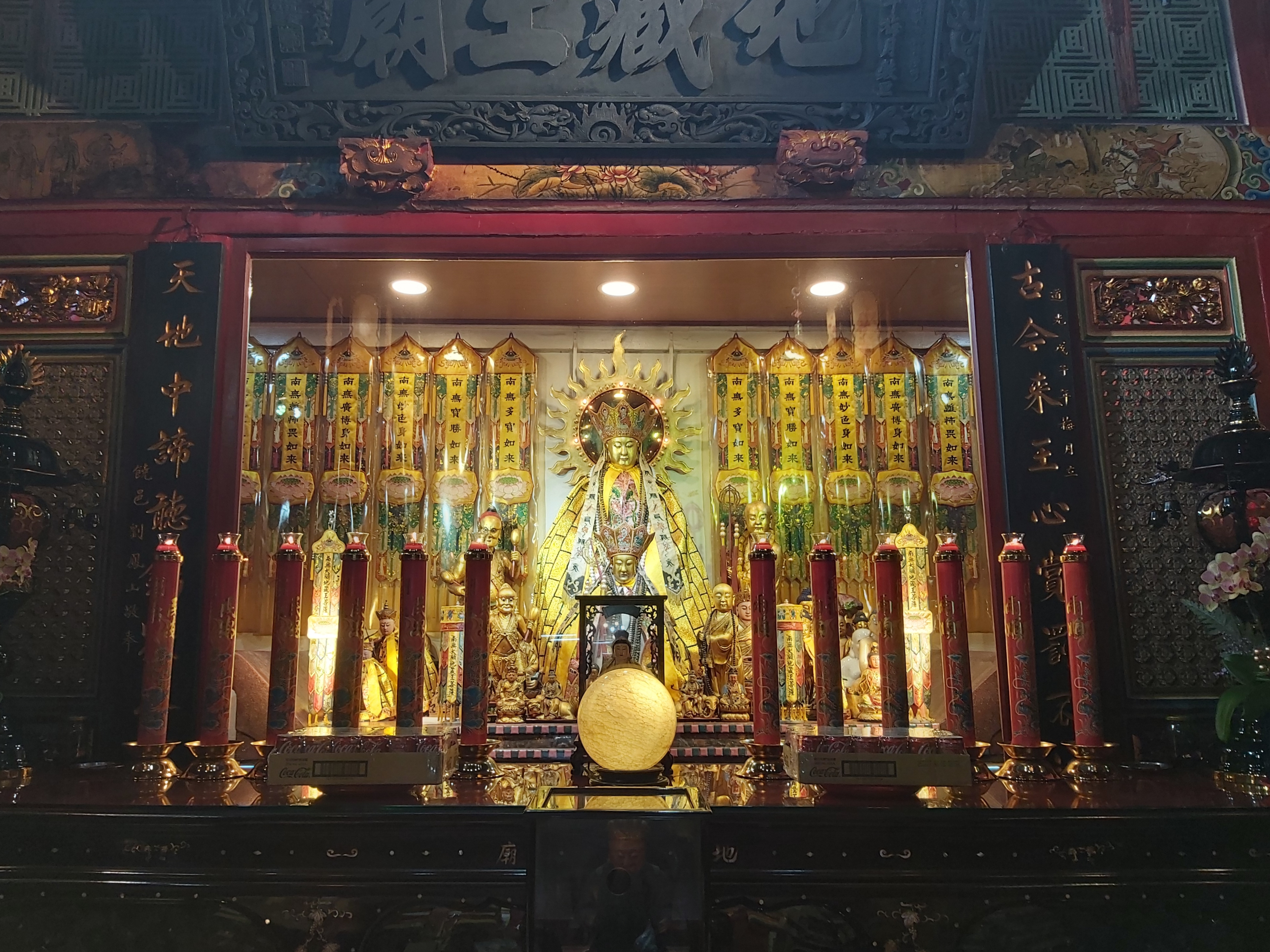
地藏王菩薩
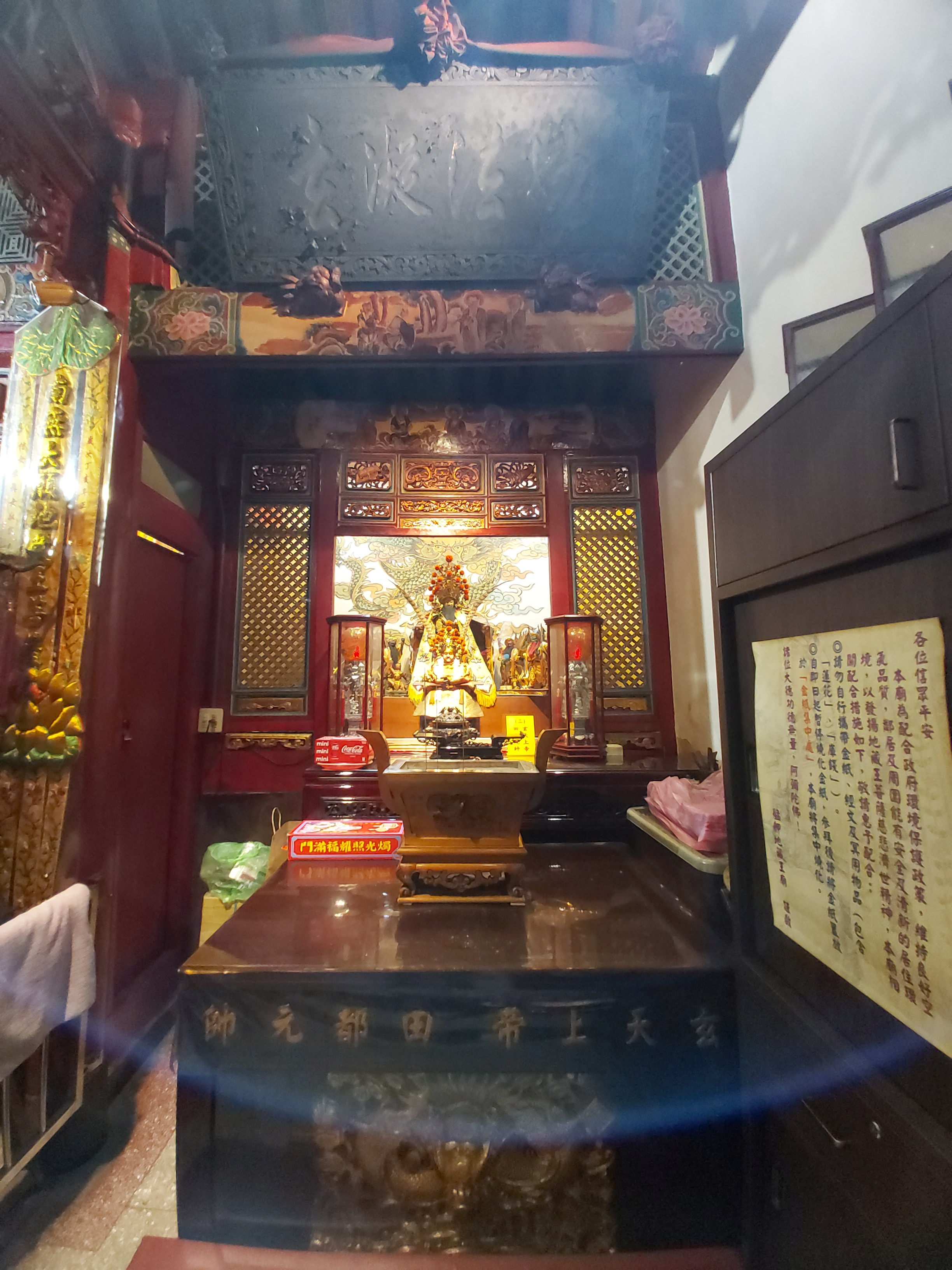
田都元帥、玄天上帝
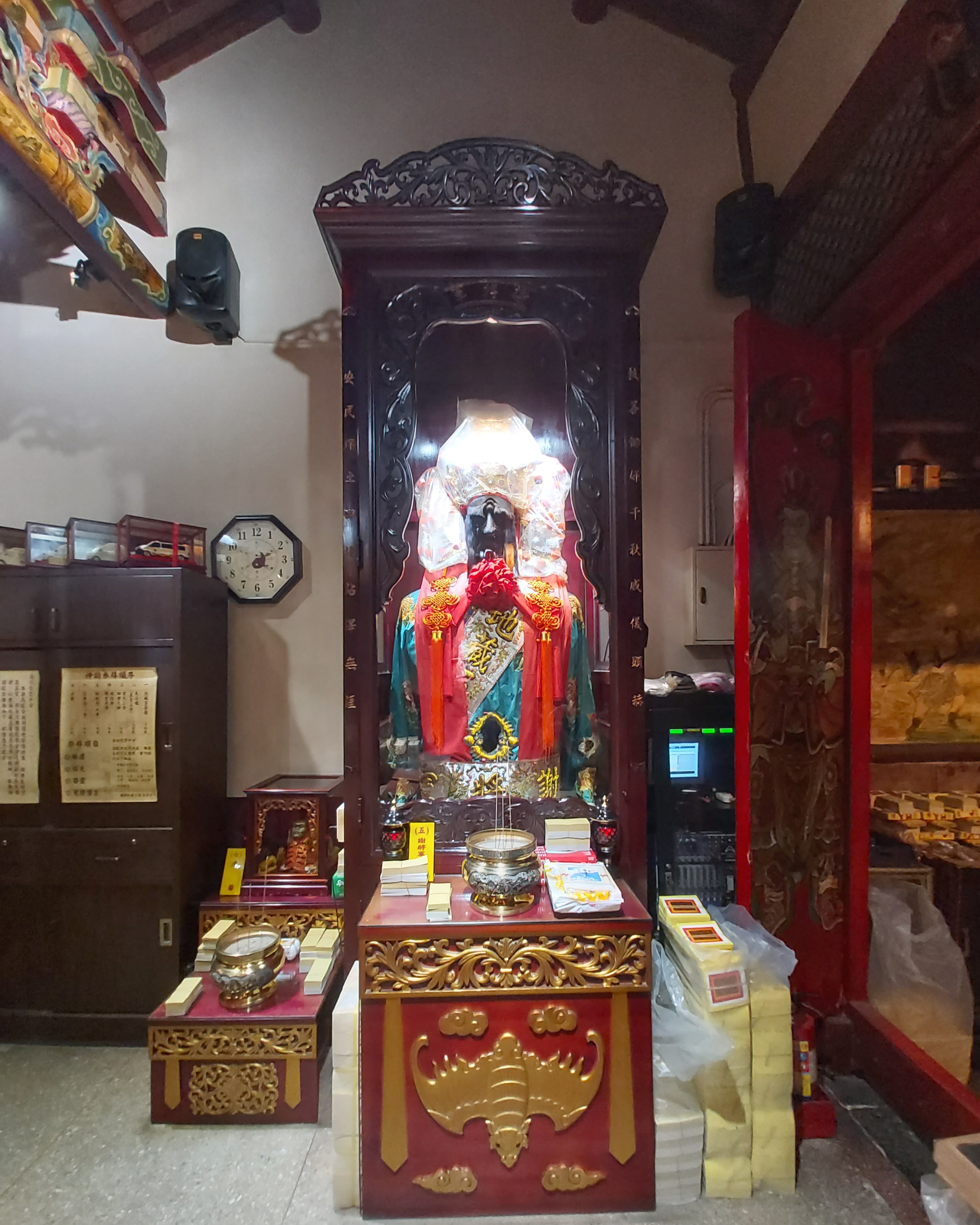
謝將軍
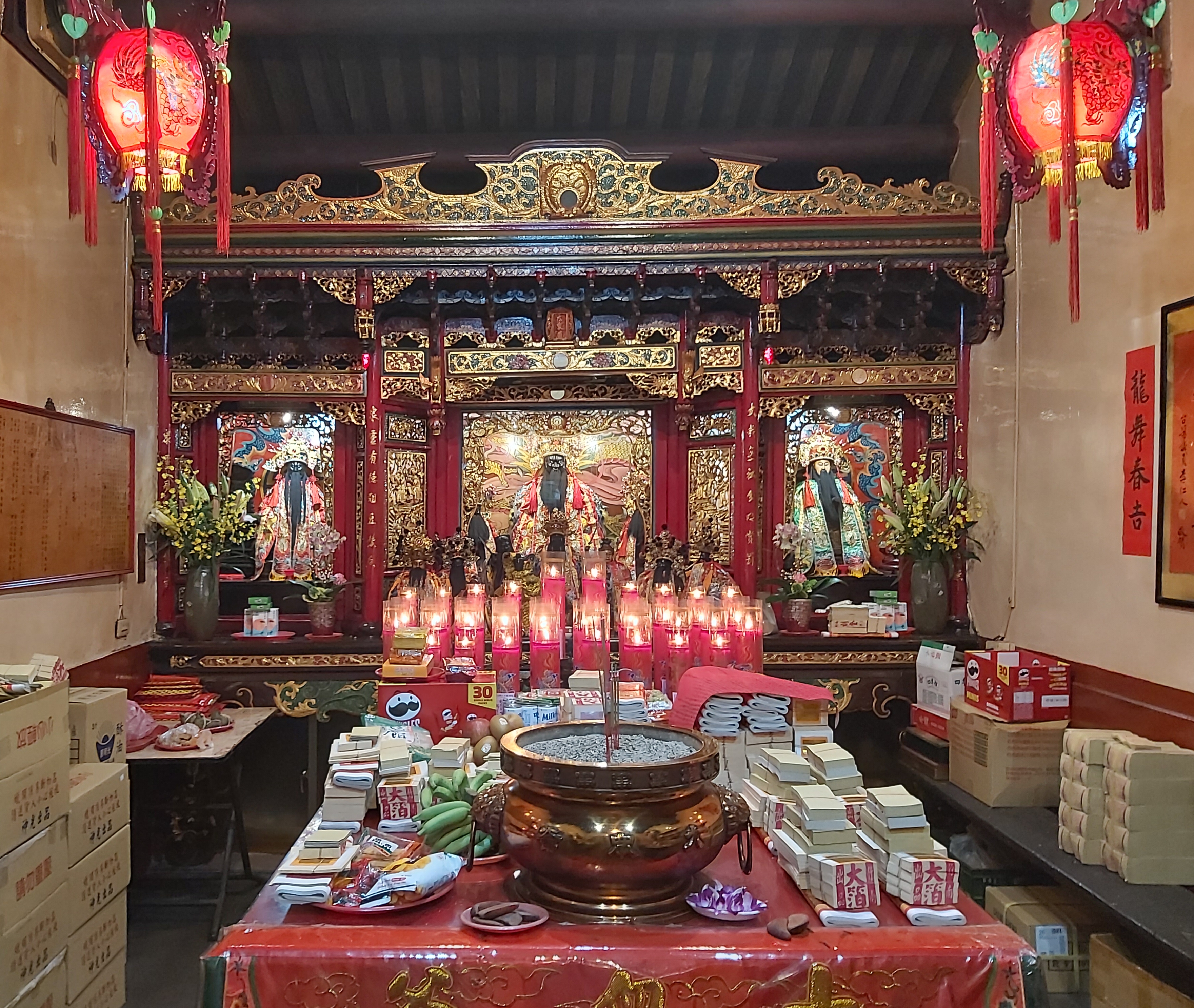
大眾廟

西元1985年8月19日由臺北市政府公告為三級古蹟，現為直轄市定古蹟。

## 外部連結
- 艋舺地藏王廟粉絲專頁 （页面存档备份，存于）